# Elytrimitatrix simplex
Elytrimitatrix simplex es una especie de escarabajo longicornio del género Elytrimitatrix, familia Cerambycidae, orden Coleoptera. Fue descrita científicamente por Bates en 1885.

## Descripción
Mide 14,3-17 milímetros de longitud.

## Distribución
Se distribuye por Costa Rica, Guatemala y Panamá.